# 二式防空気球
二式防空気球（にしきぼうくうききゅう）は、大日本帝国陸軍が用いた無人の阻塞気球（防空気球）。本格的な量産には至っていない。

## 概要
第二次世界大戦時の陸軍の防空気球のひとつ。東京第一陸軍造兵廠と相模陸軍造兵廠が製造を担当し、製造に際して前者は藤倉工業、東京製鋼、日本製紐、中央ゴムの、後者は三菱重工業、日本特殊陶業、澤藤電機、矢崎電線、門田鉄工所の協力を受けた。1944年（昭和19年）7月には高層気象台による防空気球雷災予防試験に用いられており、1945年（昭和20年）度には50基の製造が予定されていたが、実際には協力企業での部品製造以降の段階に進んだものの数はわずかだった。

## 諸元
出典：『日本の軍用気球』 226,227頁。
- 全長：約18.6 m
- 気嚢最大径：約7.0 m
- 気嚢最大容積：約400 m3
- 重量：約200 kg
- 標準昇騰高度：約1,500 m
- 繋留索全長：約2,000 m